# Turhan Sultan

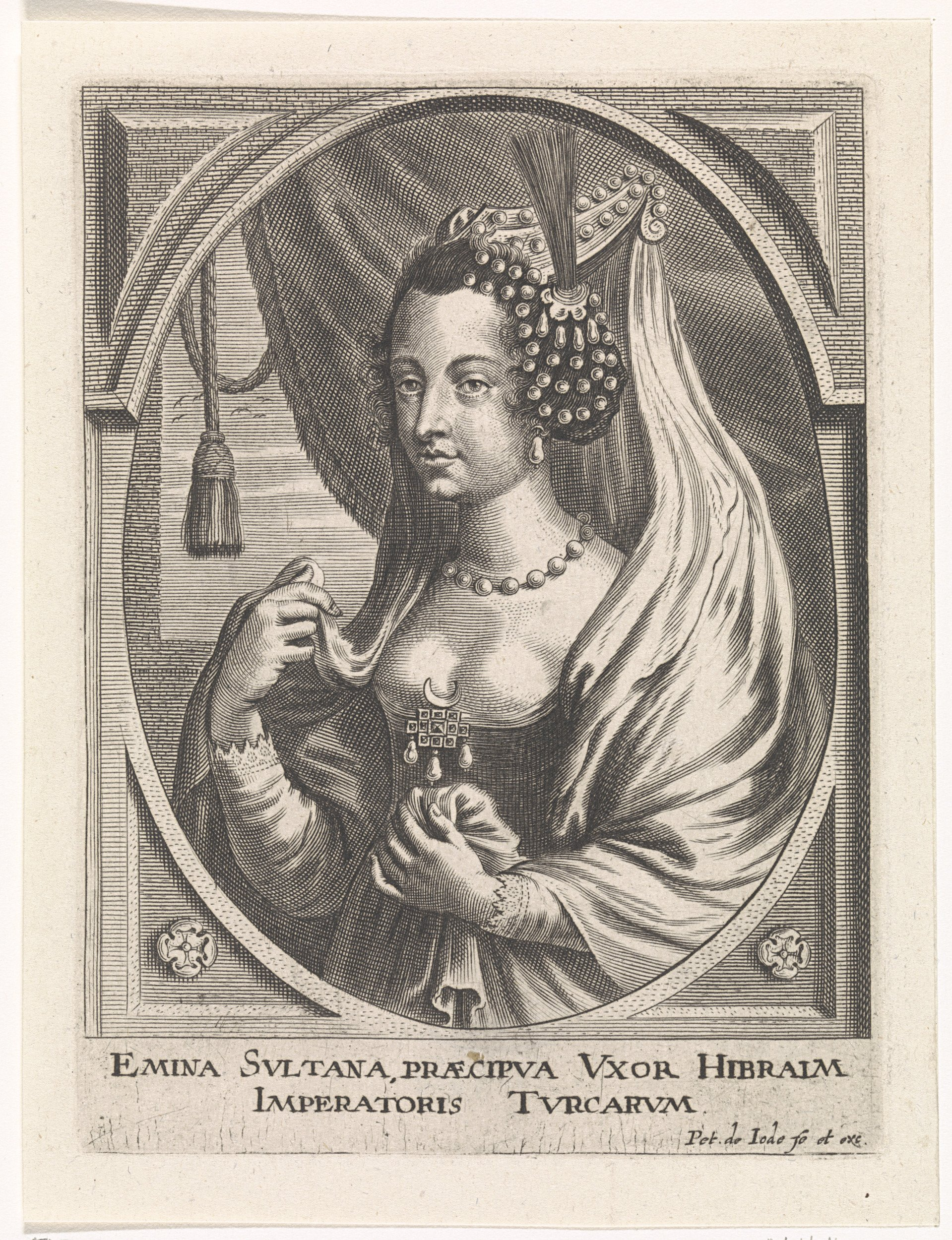
Retrat de Turhan Sultan fet per Pieter de Jode II (segle XVII), en què se l'anomena Emina Sultan

Turhan Sultan o Turhan Hatice Sultan (Rutènia, 1626 — Istanbul, 1683) fou la mare del sultà otomà Mehmet IV i regent de l'Imperi Otomà.
Era esclava de la valide Kösem Sultan, i com a tal va entrar a l'harem de Murat IV (1623-1640) i d'Ibrahim I (1640-1648). Fou la mare del fill gran d'Ibrahim, Mehmet (després Mehmet IV), nascut el 1641, i segurament de la filla Fatma Sultan (1642-1657). Mehmet IV va pujar al tron amb 7 anys el 1648 i Turhan Sultan va esdevenir valide sultan (reina mare), però inicialment va estar sota l'ombra de Kösem Sultan, l'àvia del sultà (büyuk valide sultan = la mare gran del rei). Quan Kösem va amenaçar de deposar Mehmet en favor d'un germà més jove, fou assassinada (1651), segurament a instigació de Turhan, que llavors va assolir la regència en nom del seu fill de 10 anys. Després de cinc anys d'inestabilitat amb 13 grans visirs –un dels quals només va exercir unes hores i d'altres uns dies o uns mesos, i només un va superar l'any–, el 15 de setembre de 1656 va nomenar gran visir Köprülü Mehmet Paşa, a qui va cedir gran part del seu poder, tot i que encara va conservar una notable influència. El nomenament de Köprülü es diu que va significar el final de l'anomenat «sultanat de les dones», en què les valide sultan exercien una influència determinant a la cort.
Va morir el 1683 i fou enterrada a la seva türbe de la mesquita Nova d'Istanbul, també coneguda com la mesquita de la Valide Sultan.